# Марко Миљковић (криминалац)
Марко Миљковић (Београд, 9. март 1991) други је вођа организоване криминалне групе Клан „Беливук”. Важи за десну руку Вељка Беливука, званог Веља Невоља. Наводно је био „месар“ клана и творац идеја о раскомадавању лешева, сагоревању и потапању у киселину.

## Биографија
Миљковић је одрастао са родитељима у Београду, који су успешни и раде у јавним предузећима на добрим позицијама.
Његов отац је вишеструки шампион у гађању покретне мете, победио је на многим такмичењима.

## Истрага
Незванично је познато да је полиција дошла до снимка, на ком се види како Миљковић у „штек“ викендици у Ритопеку једној жртви на живо сече уши, нос, затим му одсеца главу и онда вади очи. Тај снимак је Беливук затим послао једном супарничком београдском клану. Због своје суровости, Миљковић је добио надимак Mесар. Криминална група Клан „Беливук” и Миљковић, који су ухапшени у фебруару 2021. и од тада су у притвору, осумњичена је за неколико бруталних ликвидација, укључујући убиство нишког Пинк пантера, Милана Љепоје, јер је криминална група сумњала да је он организатор покушаја убиства вође „Кавчана“ Радоја Звицера у Кијеву 26. маја 2020. године.